# Опера-буффа
О́пера-бу́ффа (итал. opera buffa — «шуточная опера») — итальянская комическая опера.

## История
Возникла в XVIII веке на основе интермедий и народно-бытовой песенной традиции (в противовес опере-сериа). Самые известные авторы оперы-буффа: Джованни Перголези, Джованни Паизиелло, Доменико Чимароза. Для этого жанра характерны небольшие масштабы, 2-3 действующих лица, весёлая буффонада, подвижность действия, пародия, яркая, живая жанровая мелодика, ясность стиля. Опера-буффа основывалась на бытовых сюжетах, нередко приобретавших сатирическую окраску.
Позднее её традиции поддержали Антонио Сальери, Вольфганг Амадей Моцарт, Джоаккино Россини, Гаэтано Доницетти. В стиле оперы-буффы созданы некоторые оперы Джузеппе Верди («Фальстаф»), Сергея Прокофьева («Обручение в монастыре»), Игоря Стравинского («Мавра») и другие.